# Jane’s Information Group
Jane’s Information Group (auch bekannt als Jane’s) ist ein militärwissenschaftlicher und technischer Verlag der IHS-Gruppe. Jane’s liefert unter anderem OSINT-bezogene Fachinformationen aus den Bereichen Verteidigung, Sicherheitspolitik, Verkehr und Strafverfolgung. Zu den wichtigsten Wettbewerbern auf den besonderen Fachgebieten des Verlages gehören Defense News, Flight International und Aviation Week.

## Überblick
Jane’s wurde 1898 vom britischen Seekriegshistoriker Fred T. Jane gegründet. Jane begann Schiffe aus Begeisterung zu skizzieren, was schrittweise zu einer Anhäufung enzyklopädischen Wissens und schließlich zur Veröffentlichung von All the World’s Fighting Ships führte. Nach der Unternehmensgründung expandierte der Verlag auch in andere militärwissenschaftliche und transportspezifische Bereiche. Inzwischen haben die Publikationen, darunter hauptsächlich Bücher und Magazine, in der Fachwelt Referenzcharakter.
Die Jane’s Information Group hat ihren Sitz in London und befindet sich im Besitz der IHS.inc, nachdem sie zuvor zu The Woodbridge Company gehörte.
Laut eigener Website habe der US-Fernsehsender CBS in seiner Sendung 60 Minutes Jane’s als „The closest thing to a commercial intelligence agency“ bezeichnet (auf Deutsch in etwa fast ein kommerzieller Geheimdienst).
Jane’s unterhält Büros in London, Washington, Los Angeles, Dubai, Singapur, Tokio, Sydney, Peking, Neu-Delhi und Ottawa und sieht sich als Weltmarktführer bei Handel und Beratung über die Themen Terrorismus, der Stabilität von Staaten, der optimalen Vorgehensweise für Unternehmenssicherheit sowie der Geschäftsentwicklungen für Verteidigung und innere Sicherheit.

## Liste der Veröffentlichungen

### Online-Publikationen
- Jane’s Terrorism and Insurgency Centre (englisch)
- Jane’s Defence Forecasts – Military Aircraft Programmes (englisch)
- Jane’s Defence Forecasts – Combat Vehicle Programmes (englisch)
- Jane’s Defence Forecasts – Military Vessel Programmes (englisch)
- Jane’s Chemical, Biological, Radiological and Nuclear Assessments (englisch)
- Jane’s Strategic Advisory Services (englisch)

### Bücher (jährlich)
- Jane’s Fighting Ships
- Jane’s World Railways
- Jane’s All the World’s Aircraft
- Jane’s Defence Industry News
- Jane’s Naval Weapon Systems
- Jane’s Land-based Air-Defence
- Jane’s Air-Launched Weapons
- Jane’s Ammunition Handbook
- Jane’s Strategic Weapon Systems
- Jane’s Land Warfare Platforms (Diverse Kategorien)

### Bücher unregelmäßig
- Jane’s Naval Weapon Systems
- Jane’s Aircraft Recognition Guide
- Jane’s Tank Recognition Guide

### Zeitschriften
- Jane’s Defence Weekly
- Jane’s International Defence Review
- Jane’s Navy International
- Jane’s Intelligence Review
- Jane’s Intelligence Digest
- Jane’s Airport Review